# Bill Withers
Bill Withers, właśc. William Harrison Withers Jr. (ur. 4 lipca 1938 w Slab Fork w Wirginii Zachodniej, zm. 30 marca 2020 w Los Angeles w Kalifornii) – amerykański wokalista, gitarzysta i kompozytor. Grał muzykę w stylu soul i pop.
Bill Withers kojarzony jest przede wszystkim z klasykiem „Lean on Me” oraz „Ain’t No Sunshine” (1971), „Use Me”, „Lovely Day” (piosenką, której cover stworzyła grupa Shakatak) oraz „I Can’t Write Left Handed”.

## Życiorys
Bill Withers urodził się w 1938 roku w wiosce Slab Folk (okolice miasta Beckley) i tam dorastał. Po 9-letniej służbie w marynarce przeniósł się do Los Angeles i w 1967 roku rozpoczął karierę muzyczną.
Debiutował albumem Just As I Am (1971), który zawierał jego pierwszy wielki przebój „Ain’t No Sunshine” (parę lat później Budka Suflera nagrała polskojęzyczny cover tego utworu – „Sen o dolinie”). Płyta zyskała status złotej.
Bill Withers zdobył 3 nagrody Grammy, był nominowany do tej nagrody siedmiokrotnie. W 2015 roku został wprowadzony do Rock and Roll Hall of Fame.
W latach 1971–1985 roku nagrał w sumie 9 albumów:
- 1971 – Just as I Am
- 1972 – Still Bill
- 1973 – Live at Carnegie Hall
- 1974 – +'Justments
- 1975 – Making Music
- 1976 – Naked & Warm
- 1977 – Menagerie
- 1978 – 'Bout Love
- 1985 – Watching You Watching Me